# Светозар Светозаров
Светозар Светозаров Георгиев (25 август 1954 - 16 май 2022), наричан по прякор Бебо, е бивш български футболист, играл като бек, полузащитник и крило. Цялата му състезателна кариера преминава в Черно море (Варна).

## Биография
Роден е на 25 август 1954 г. във Варна. Играл е за футболен клуб „Черно море“ от 1972 до 1986 г. Има 237 мача и 9 гола в А група, както и 32 мача с 6 гола в Б група. Изиграл е 1 мач за Б националния, 1 мач за младежкия тим и 2 мача за юношеския национален отбор на България. През 1981 г. печели наградата Футболист №1 на град Варна.
След приключването на състезателната си кариера се отдава на треньорска дейност в детско-юношеската школа на родния си „Черно море“, а през 1998 г. става помощник-треньор на представителния отбор на клуба (тогава старши треньор е Стефан Богомилов). През 1999 г. е старши треньор на отбора (заедно с Тодор Марев).
Умира на 17 май 2022 година на 67 годишна възраст.

## Успехи
- 4 място в А РФГ: 1981/82